# Elijahu Suissa

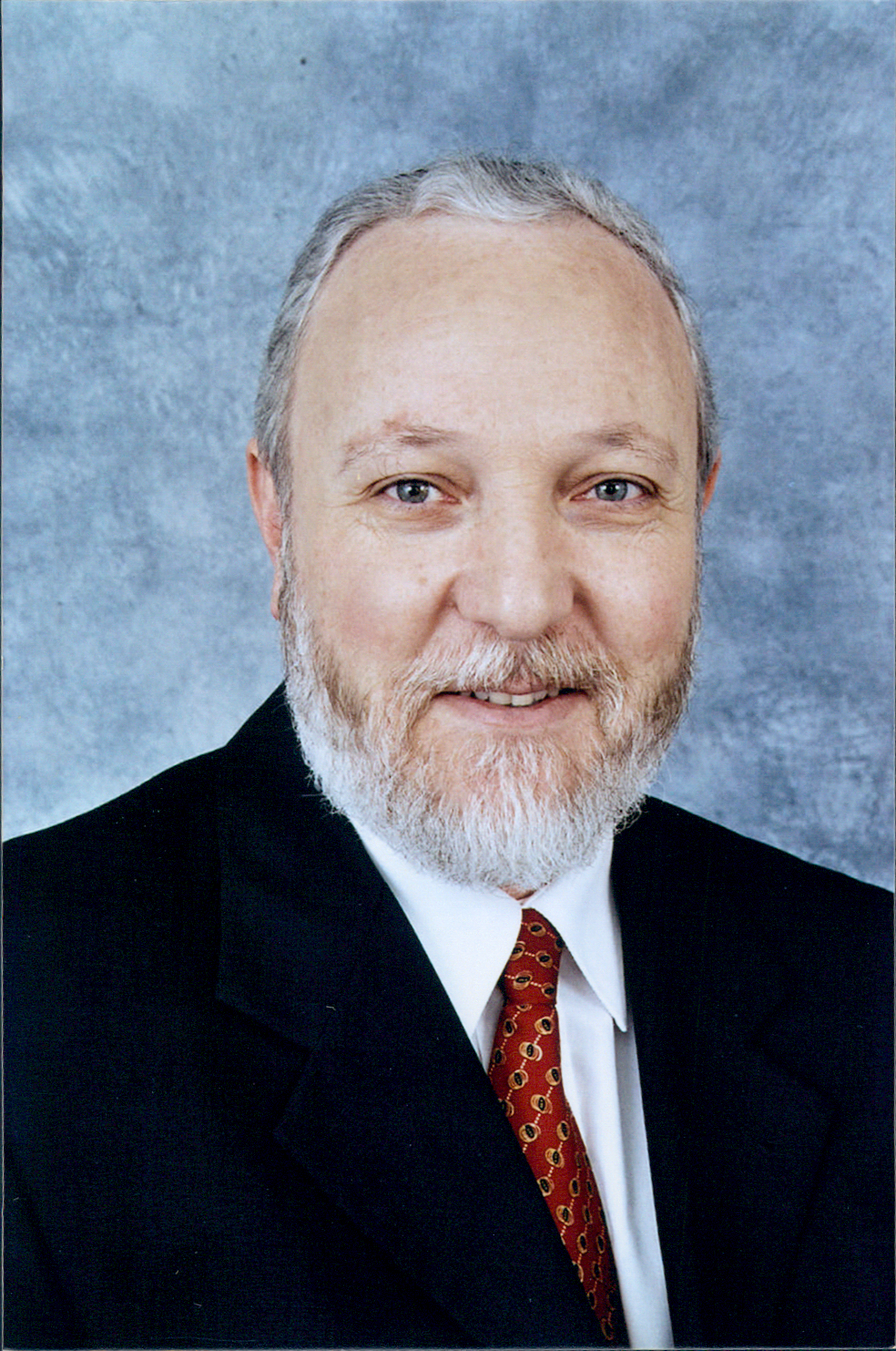
Elijahu Suissa

Rabbi Elijahu Suissa (אליהו סויסה, auch אלי סויסה; Eli Suissa; * 1956 in Marokko) ist ein ehemaliger israelischer Politiker.

## Leben und Karriere
Nach Suissas Geburt wanderte die Familie nach Israel ein. Suissa studierte an einer Jeshiva und wurde Rabbiner. Obwohl er kein Knesset-Abgeordneter war, wurde er im Juni 1996 Innenminister in Benjamin Netanjahus Regierung. Am 7. August 1996 wurde er zusätzlich Religionsminister, allerdings nur für fünf Tage. Bei den Wahlen im Jahre 1999 wurde er Knesset-Abgeordneter der Schas und wurde Minister für Energie- und Wasserversorgung. Unter Ariel Scharon wurde er  Minister für Jerusalemer Angelegenheiten.